# Zhong Ren
Zhòng Rén (chino:仲壬) (siglo XVII a.  C.) es considerado tradicionalmente como un rey de China de la dinastía Shang, pero las pruebas arqueológicas recientes lo han cuestionado.
En las Memorias históricas, Sima Qian le coloca en tercer lugar en la lista de reyes Shang, sucediendo a su padre, Shang Tang (唐), y a su hermano mayor, Wai Bing. Fue entronizado en el año de Dingchou (丁丑), con Yi Yin (伊尹) como primer ministro, y Bo (亳) como su capital. Gobernó durante 4 años , antes de su muerte. Se le dio el nombre póstumo de Zhong Ren (仲壬), y fue sucedido por su sobrino, Tai Jia (太甲).
Inscripciones sobre huesos oraculares hallados en Yinxu no le colocan en la lista de reyes Shang.